# Pau Fargas i Soler
Pau Fargas i Soler   (Barcelona, 1818 - Barcelona, 4 de novembre de 1883), fou un compositor i violoncel·lista català. Era germà del musicòleg i crític musical Antoni.
Als dotze anys ja posseïa profunds coneixements musicals i després va aprendre sense mestre el violoncel, arribant a ser un concertista de primer ordre en aquest instrument. Quan el 1838 es fundà el Liceu filharmònic-dramàtic de la capital catalana, Fargas i soler fou nomenat professor de violoncel d'aquest i a partir de 1847 ho fou del Gran Teatre del Liceu i de la seva escola de Música.
Va compondre diverses obres religioses, entre elles dues misses de Rèquiem i dues de Glòria.
Gairebé quatre anys després de la seva mort es va estrenar, el gener de 1888, un Rèquiem coral seu anomenat "del Papa Pius IX", sota la direcció de Josep Marraco i Ferrer.